# Cirilo Gómez
Cirilo Gómez – kubański bokser, złoty medalista Igrzysk Ameryki Środkowej i Karaibów z roku 1950.

## Kariera
W marcu 1950 roku zdobył srebrny medal na Igrzyskach Ameryki Środkowej i Karaibów w Gwatemali. W finale pokonał na punkty Meksykanina Alejandro Pedrozę.